# Aitor Karanka de la Hoz
Aitor Karanka de la Hoz (Vitòria, 18 de setembre de 1973) és un entrenador i exfutbolista basc. Jugava de defensa (normalment pel centre) i el seu primer equip va ser l'Athletic Club de Bilbao. El seu germà David, també és exjugador de futbol.

## Trajectòria
Jugà sempre en les categories inferiors de l'Athletic Club. L'any 1992 debutà al filial B tot i que també debutà a la Primera divisió espanyola el 7 de novembre de 1993 en el partit Celta de Vigo 1:1 Athletic Club. L'any 1994 passà a formar part del primer equip on jugà més de 100 partits de lliga i marcà dos gols.
El 1997 fitxà pel Reial Madrid. Els seus inicis van ser difícils, ja que en la seva primera temporada en el club va patir un problema cardíac que el va mantenir algun temps allunyat dels terrenys de joc. No obstant això, amb el Reial Madrid va guanyar 1 Lliga, 2 Supercopes d'Espanya, 3 Copes d'Europa i 1 Copa Intercontinental. Va jugar 5 temporades disputant al voltant de 150 partits.
El 2002 va tornar a l'Athletic Club. El 2006 signà amb el Colorado Rapids de la Major League Soccer (MLS). L'any 2008 fou nomenat seleccionador espanyol sub-15 dins de l'equip de Vicente del Bosque.

### Selecció
Va jugar amb la selecció espanyola sub-21 on va aconseguir un subcampionat d'Europa (1996). Fou internacional amb la selecció espanyola en una ocasió. Va ser el 26 d'abril de 1995 en el partit Armènia 0:2 Espanya.
També va jugar amb la selecció olímpica als Jocs Olímpics d'Estiu de 1996 a Atlanta (Estats Units).

## Clubs
- Athletic Club B - 1992 - 1994
- Athletic Club - 1994 - 1997
- Reial Madrid - 1997 - 2002
- Athletic Club - 2002 - 2006
- Colorado Rapids - (Estats Units) 2006 - 2007

## Palmarès
- 1 Lliga (Reial Madrid, 2000-01)
- 2 Supercopes d'Espanya (Reial Madrid, 1997 i 2001)
- 3 Copes d'Europa (Reial Madrid, 1998, 2000 i 2002
- 1 Copa Intercontinental (Reial Madrid, 1998)